# Cesare Ratta
Cesare Ratta (Bologna, 13 marzo 1857 – Bologna, 15 settembre 1938) fu studioso di arte grafica.
Cesare Ratta dedica tutta la sua vita alla tipografia, all'arte della stampa e della grafica. Viene considerato un innovatore dell'arte tipografica in Italia. Autodidatta, compositore, correttore di bozze, stampatore ed editore, credeva che i valori dell'arte della stampa e della grafica dovessero essere alla portata di tutti.

## Vita

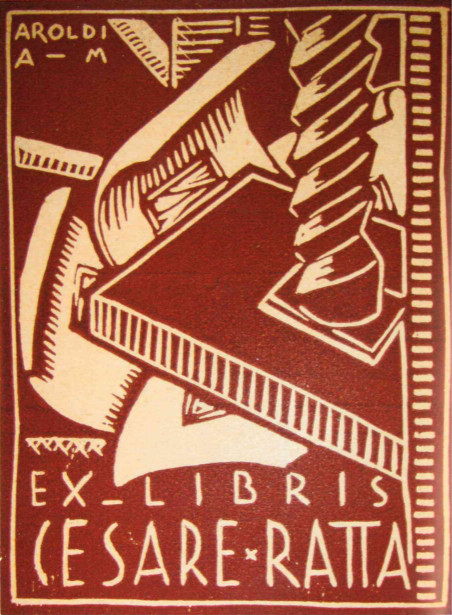
Ex libris

Impara il mestiere di tipografo come apprendista operaio presso la Tipografia Legale di Bologna e, dal 1878, presso la Tipografia Compositori. 
Nel 1881 partecipa alla fondazione della Sezione bolognese della Federazione italiana dei lavoratori del libro, dimostrando il suo interesse per le condizioni lavorative e sociali della categoria professionale. Dal 1881 al 1884 è segretario dell'Associazione Italiana di Operai Tipografici e partecipa come delegato al Congresso nazionale tipografico di Napoli (nel 1882) e a quello di Venezia (nel 1887). Fonda il "Circolo tipografico di istruzione e diletto" e il "Circolo tipografico educativo e ricreativo", oltre a costituire una società di mutua assistenza per gli esercenti alle arti grafiche.
Collabora con riviste del settore quali Il Risorgimento grafico, ad esempio con articoli sulla tradizione grafica belga, francese e inglese. Nel 1881 comincia a lavorare presso la Tipografia Azzoguidi. Negli anni seguenti è correttore di bozze per la Gazzetta dell'Emilia e revisore per il Resto del Carlino.
Nel 1908 è invitato a presiedere la commissione incaricata di studiare il programma e lo statuto per la realizzazione di una Scuola professionale tipografica a Bologna, che inizia la sua attività nel 1913 nella sede di via Mazzini 50. La scuola fu ceduta dal consiglio di amministrazione nel 1917 al Comune, prendendo il nome di "Scuola di arte tipografica del Comune di Bologna". In seguito si trasferisce in via San Petronio Vecchio e successivamente nei locali della Scuola professionale in via San Vitale. Nel 1931, ha luogo un ulteriore trasloco in via Castiglione, come sezione dell'Istituto “Aldini – Valeriani”, da dove passerà nel 1971 all'attuale sede di via Bassanelli.
Ratta assunse la direzione della Scuola d'arte tipografica del Comune, dove insegnò nei corsi diurni di avviamento all'arte degli alunni del corso popolare formando un'intera generazioni di tipografi e di grafici. La sua opera di docente stimolò studenti e operai che videro in lui un maestro, un consigliere e un instancabile organizzatore di cultura.

## Opere

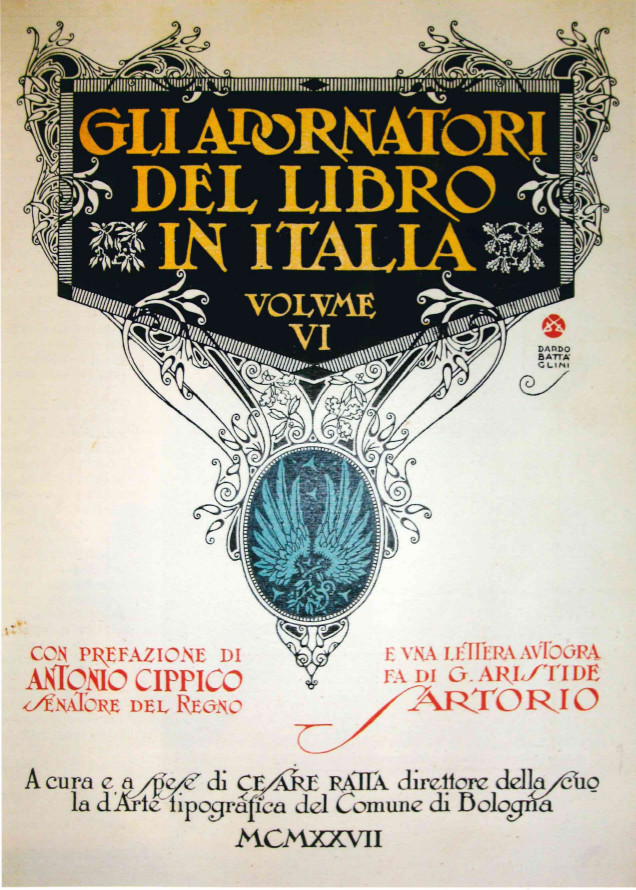
Cesare Ratta, Gli adornatori del libro

Tra le opere realizzate da Cesare Ratta, i nove volumi de Gli adornatori del libro, pubblicati tra il 1923 e il 1928, documentano le conoscenze dell'epoca su oltre seicento illustratori e xilografi e contribuirono a far riscoprire l'interesse verso la decorazione del libro, sia nel suo contesto cromatico che nella forma del segno.
Altre sue opere sono La decorazione del libro moderno e la sua influenza nell'arte della stampa (1922), L'arte del libro e della rivista (1927), L'ex-libris in Italia (in nove volumi, 1927-1932).
La sua lunga carriera professionale si conclude nella città natale, Bologna, dove riposa nel cimitero della Certosa.